# Martin Jakubko
Martin Jakubko (Chminianska Nová Ves (Okres Prešov), 26 februari 1980) is een Slowaaks betaald voetballer die bij voorkeur in de aanval speelt. Hij tekende in 2015 bij MFK Ružomberok. In november 2004 debuteerde Jakubko als Slowaaks international. Sindsdien speelde hij meer dan 35 interlands.

## Interlandcarrière
Onder leiding van bondscoach Dušan Galis maakte Jakubko zijn debuut voor het Slowaaks voetbalelftal op 30 november 2004 in de vriendschappelijke wedstrijd tegen Hongarije in Bangkok, net als Ivan Trabalík, Marián Had, Branislav Fodrek, Andrej Porázik en Ján Kozák. Jakubko kwalificeerde zich met het Slowaakse nationale team voor het WK 2010, het eerste WK waarvoor het land zich plaatste sinds Slowakije en Tsjechië zich van elkaar losmaakten. Dit deed het onder bondscoach Vladimír Weiss, onder wie Jakubko eerder speelde toen die hem in 2006 van FK Dukla Banská Bystrica naar FK Saturn haalde. Weiss nam hem vervolgens ook als reservespeler mee naar het eindtoernooi in Zuid-Afrika. Daar viel hij in de 88e minuut van de met 2-1 verloren achtste finale tegen Nederland voor het eerst in, voor Radoslav Zabavník.

## Cluboverzicht
| seizoen                            | club                     | land      | competitie   | wed. | goals |
| ---------------------------------- | ------------------------ | --------- | ------------ | ---- | ----- |
| 2004/2005                          | FK Dukla Banská Bystrica | Slowakije | Corgoň Liga  | 32   | 14    |
| 2005/2006                          | FK Dukla Banská Bystrica | Slowakije | Corgoň Liga  | 8    | 1     |
| 2005/2006                          | FK Satoern               | Rusland   | Premjer-Liga | 8    | 1     |
| 2006/2007                          | FK Satoern               | Rusland   | Premjer-Liga | 4    | 0     |
| 2005/2006                          | FK Satoern               | Rusland   | Premjer-Liga | 7    | 2     |
| 2005/2006                          | → FK Chimki (huur)       | Rusland   | Premjer-Liga | 14   | 1     |
| 2008/2009                          | FK Moskou                | Rusland   | Premjer-Liga | 23   | 8     |
| 2009/2010                          | FK Satoern               | Rusland   | Premjer-Liga | 12   | 0     |
| 2009/2010                          | Dinamo Moskou            | Rusland   | Premjer-Liga | 11   | 0     |
| 2010/2011                          | FK Dukla Banská Bystrica | Slowakije | Corgoň Liga  | 11   | 3     |
| 2011/2012                          | FK Dukla Banská Bystrica | Slowakije | Corgoň Liga  | 17   | 10    |
| 2011/2012                          | Amkar Perm               | Rusland   | Premjer-Liga | 11   | 1     |
| 2012/2013                          | Amkar Perm               | Rusland   | Premjer-Liga | 21   | 4     |
| 2013/2014                          | Amkar Perm               | Rusland   | Premjer-Liga | 20   | 4     |
| 2014/2015                          | Amkar Perm               | Rusland   | Premjer-Liga | 14   | 0     |
| 2015/2016                          | MFK Ružomberok           | Slowakije | Fortuna Liga | 0    | 0     |
| Totaal                             | Totaal                   | Totaal    | Totaal       | 213  | 49    |
| Laatst bijgewerkt op 26 juni 2015. |                          |           |              |      |       |